# Айгулакски хребет
Айгулакският хребет (на руски: Айгулакский хребет) е планински хребет в централната част на планината Алтай, в централната част на Република Алтай. Простира се в посока от запад-северозапад на изток-югоизток на протежение от 85 km покрай десния бряг на река Чуя (десен приток на Катун, лява съставяща на Об. На запад достига до долината на река Катун, а на север – до долината на десния ѝ приток Болшая Сумулта. На югоизток проход с височина 2080 m го свързва с Курайския хребет. Западната част на хребета представлява система от три хребета: на север между реките Болшая Сумулта и Кадрин, десни притоци на Катун) същинския Айгулакски хребет; в средата хребета Салджар (между реките Кадрин и Айлагуш, десни притоци на Катун) и на юг Айлагушки хребет (между реките Айлагуш и Иня, втората десен приток на Чуя). Максимална височина връх Ярбалик 2752 m (50°27′59″ с. ш. 87°18′18″ и. д. / 50.466389° с. ш. 87.305° и. д.), разположен в югоизточната му част.. Айгулакският хребет е покрит кедрово-лиственична тайга, а над 2000 m – планинска тундра.
Хребета е открит и за първи път изследван и топографски оконтурен през 1842 г. от видния руски геолог и географ Пьотър Чихачов.

## Топографски карти
- M-45, М 1:1000000[3]